# Wahlen zum Senat der Vereinigten Staaten 1922
Am 7. November 1922 bzw. am 11. September im Bundesstaat Maine wurde in den Vereinigten Staaten ein Drittel der Mitglieder des US-Senats gewählt. Die Wahlen waren Teil der allgemeinen Wahlen zum 68. Kongress der Vereinigten Staaten in jenem Jahr, bei denen auch alle Abgeordneten des Repräsentantenhauses gewählt wurden. Da der Wahltermin genau in der Mitte der vierjährigen Amtszeit von Präsident Warren G. Harding lag (Midterm Election), galten die Wahlen zum Teil auch als Votum über die bisherige Politik des Präsidenten.
Seit der Verabschiedung des 17. Zusatzartikel zur Verfassung der Vereinigten Staaten im Jahr 1913 werden alle US-Senatoren in ihrem jeweiligen Bundesstaat direkt vom Volk ihres Staates gewählt. Dabei stellt jeder Bundesstaat 2 Senatoren. Nach der Verfassung der Vereinigten Staaten werden US-Senatoren auf sechs Jahre gewählt. Allerdings werden nie alle Senatsmitglieder gleichzeitig gewählt. Die Wahlen folgen einem Schema, wonach alle zwei Jahre ein Drittel der Senatoren zeitgleich mit den Wahlen zum US-Repräsentantenhaus gewählt werden. Zu diesem Zweck ist der Senat in drei Klassen eingeteilt, die das Wahljahr der Senatoren bestimmen. Im Jahr 1922 standen die Senatoren der Klasse I zur Wahl. Zu diesem Zeitpunkt bestanden die Vereinigten Staaten aus 48 Bundesstaaten. Daraus ergibt sich die Zahl von insgesamt 96 Senatoren, von denen 36 zur Wahl standen.

## Senatszusammensetzung nach der Wahl
- Demokratische Partei: 42 (36)
- Republikanische Partei: 53 (60)
- Sonstige: 1 (0)

Gesamt: 96
In Klammern sind die Ergebnisse der letzten Wahlen vom 2. November 1920. Veränderungen im Verlauf der Legislaturperiode, die nicht die Wahlen an sich betreffen, sind bei diesen Zahlen nicht berücksichtigt. Sie werden aber im Artikel über den 68. Kongress im Abschnitt über die Mitglieder des Senats bei den entsprechenden Namen der Senatoren vermerkt.
Bei der Wahl gewannen die Demokraten einen zwischenzeitlich vakanten Sitz in Indiana. Außerdem nahmen sie den Republikanern sieben Sitze ab. Auf der anderen Seite gewannen die Republikaner zwei vormals demokratische Sitze. Allerdings verloren sie in Minnesota einen Sitz an die Farmer-Labor Party of Minnesota, den Henrik Shipstead einnahm.
Zu Veränderungen nach der Wahl siehe auch Liste der Mitglieder des Senats im 68. Kongress der Vereinigten Staaten.